# Hilf mir doch!
Hilf mir doch! ist eine erstmals 2012 ausgestrahlte deutsche Fernsehserie. Die Pseudo-Doku-Soap-Serie ist ein Ableger von Verklag mich doch!.

## Inhalt
In jeder Episode wird ein Streitfall dargestellt, der von den Psychotherapeuten Ruth Marquardt und Christian Lüdke kommentiert wird. Jede Episode endet mit einer kurzen Einschätzung der beiden Psychologen über eine mögliche Zukunft der Betroffenen.
Aktuell befindet sich die Fernsehserie nicht mehr im Programm des Senders.

## Staffeln
| 1 | 20  | 5. November bis 30. November 2012 |
| 2 | 129 | 13. Mai 2013 bis 9. April 2014    |
| 3 | 17  | 10. März bis 28. Mai 2014         |